# 樊王家 (萬曆丁未進士)
參數所指定的目標頁面不存在，建議更正成存在頁面或直接建立下列一個頁面（建立前請先搜尋是否有合適的存在頁面可以取代）：
- 樊王家

樊王家（1580年—？），字孟泰，號珠城，廣東廣州府東莞縣人，明朝政治人物。

## 生平
萬曆三十一年癸卯科举人，三十五年（1607年）丁未科進士，都察院观政，八月授江西广昌县知县，三十六年（1608年）调南昌县，四十一年擢工部主事，四十四年丁忧。四十八年起补原职，天启元年（1621年）升郎中，二年升广西提学副使，崇祯二年（1628年）升陕西参议。

## 家族
曾祖樊珍。祖父樊世略。父樊坦，登仕佐郎。母袁氏。慈侍下。兄聖。弟王寀、王賓、王寧。

## 引用
1. ↑  《万历三十五年丁未科进士履历便览》：樊王家，珠城，诗四房，庚辰四月十四日生，东莞人，癸卯乡七名，会二百名，三甲五十三名，都察院政，丁未八月授廣昌知县，戊申调南昌知县，癸丑升工部主事，丙辰丁憂，庚申補原职，辛酉升郎中，壬戌升廣西提学付使，己巳升陕西参议。曾祖珍；祖世畧；父坦，登仕佐郎。
2. ↑  天启二年正月，升湖广布政使司左参政俞诲为江西按察使分守南昌道，广东布政使司右参政江和为福建按察使分守福宁道，户部陕西司郎中湯啓燁为广东布政使司右参议提督学政，工部屯田司郎中樊王家为广西按察司副使提督学政，户部陕西司郎中黄衮为山西布政使司右参议管粮。